# Bruno Kirby
Pour les articles homonymes, voir Kirby.
Bruno Quidaciolu Jr, dit Bruno Kirby, est un acteur américain d'origine sicilienne, né le 28 avril 1949 à New York, et mort le 14 août 2006 à Los Angeles d'une leucémie diagnostiquée peu de temps auparavant.
Kirby savait parler parfaitement le sicilien, ce qu'il démontre dans Le Parrain 2.
Il est le fils de l'acteur Bruce Kirby.

## Filmographie

### Cinéma
- 1971 : The Young Graduates : Les
- 1973 : The Harrad Experiment, de Ted Post : Harry Schacht
- 1973 : Superdad, de Vincent McEveety : Stanley
- 1973 : Permission d'aimer (Cinderella Liberty), de Mark Rydell : Alcott
- 1974 : Le Parrain 2 (The Godfather: Part II), de Francis Ford Coppola : Clemenza jeune
- 1976 : Baby Blue Marine (en) de John D. Hancock : Pop Mosley
- 1977 : Between the Lines, de Joan Micklin Silver : David Entwhistle
- 1978 : Almost Summer (en) : Bobby DeVito
- 1980 : La Chasse (Cruising), de William Friedkin
- 1980 : Where the Buffalo Roam d'Art Linson : Marty Lewis
- 1980 : Chicanos, chasseur de têtes (Borderline), de Jerrold Freedman : Jimmy Fante
- 1981 : Modern Romance (en) : Jay
- 1982 : Kiss My Grits : Flash
- 1984 : Spinal Tap (This Is Spinal Tap), de Rob Reiner : Tommy Pischedda
- 1984 : Birdy, d'Alan Parker : Renaldi
- 1985 : La Chair et le Sang (Flesh & Blood), de Paul Verhoeven : Orbec
- 1987 : Les Filous (Tin Men), de Barry Levinson : Mouse
- 1987 : Good Morning, Vietnam, de Barry Levinson : 2d Lt. Steven Hauk
- 1989 : Bert Rigby, You're a Fool : Kyle DeForest
- 1989 : Quand Harry rencontre Sally (When Harry Met Sally), de Rob Reiner : Jess
- 1989 : Nous ne sommes pas des anges (We're No Angels), de Neil Jordan : Député
- 1990 : Premiers pas dans la mafia (The Freshman), d'Andrew Bergman : Victor Ray, le neveu de Carmine
- 1991 : La Vie, l'Amour, les Vaches (|City Slickers), de Ron Underwood : Ed Furillo
- 1992 : Hoffa, de Danny DeVito : Nightclub comic
- 1994 : Golden Gate, de John Madden : Ron Pirelli
- 1995 : Basketball Diaries (The Basketball Diaries), de Scott Kalvert : Swifty
- 1996 : Heavenzapoppin'! de Robert Watzke
- 1996 : Sleepers, de Barry Levinson : le père de Shakes
- 1997 : Donnie Brasco, de Mike Newell : Nicky
- 1999 : A Slipping-Down Life (en) : Kiddie Arcades Manager
- 1999 : Le destin se joue la nuit (History Is Made at Night) : Max Fisher
- 1999 : Stuart Little, de Rob Minkoff : M.. Reginald 'Reggie' Stout (voix)
- 2001 : One Eyed King (en) : Mickey
- 2003 : Waiting for Ronald : Joe
- 2003 : The Trailer : Victim
- 2006 : Played : détective Allen

### Télévision
- 1972 : The Super (en) (série) : le fils de la famille
- 1972 : All My Darling Daughters : Anthony Stephanelli
- 1973 : A Summer Without Boys : Quincy
- 1974 : Columbo : Entre le crépuscule et l'aube (By Dawn´s Early Light) (Série) : Cadet Morgan
- 1975 : Kojak : Acte de désespoir (Acts of Desperate Men) (Série) : Keith Wicks
- 1977 : The Godfather Saga (feuilleton) : Peter Clemenza jeune
- 1979 : Some Kind of Miracle : Frank Smiles
- 1981 : Likely Stories, Vol. 1 (série)
- 1982 : Million Dollar Infield : Lou Buonomato
- 1983 : Fame (série télévisée) : Le frère de Doris Schwartz (1 épisode)
- 1986 : It's Garry Shandling's Show. (série) : Brad Brillnick (séries 3 & 4)
- 1984 : Buchanan High (série)
- 1988 : Frank Nitti: The Enforcer
- 1991 : Les Contes de la Crypte (Tales from the Crypt) : Billy Paloma
- 1992 : Mastergate (TV) : Abel Lamb
- 1995 : The Show Formerly Known as the Martin Short Show : Manager
- 2000 : American Tragedy (en) : Barry Scheck
- 2004 : Helter Skelter : Vincent Bugliosi

### Vidéo
- 1992 : The Godfather Trilogy: 1901-1980 : Clemenza jeune

## Voix françaises
- François Leccia dans :
  - Columbo : Entre le crépuscule et l'aube (By Dawn´s Early Light) (1974)
  - Hoffa (1992)

- Jacques Ferrière dans Nous ne sommes pas des anges (1989)